# روژه ویان
روژه ویان (به فرانسوی: Roger Vailland) رمان‌نویس، دراماتورژ، روزنامه‌نگار و فیلم‌نامه‌نویس قرن بیستم میلادی اهل فرانسه بود.

## زندگی‌نامه
ویلند در آسی-آن-مولتین، اوآز متولد شد و در سن ۵۷ سالگی در میونا، ان درگذشت. او برای یکی از رمان‌هایش برنده جایزه گنکور شد.
ویلند در طول اشغال نازی‌ها در مقاومت فرانسه شرکت کرد. Drôle de jeu (بازی با آتش) یکی از بهترین رمان‌های مقاومت ضد فاشیست به حساب می‌آید. ویلند به حزب کمونیست فرانسه پیوست اما پس از سرکوب انقلاب ۱۹۵۶ مجارستان استعفا داد. او تا پایان عمر خود یک چپگرای مستقل باقی ماند.